# Ordine della Stella del Sudafrica
L'Ordine della Stella del Sudafrica è stato un ordine cavalleresco concesso dalla Repubblica Sudafricana.

## Storia
L'Ordine è stato fondato il 1º luglio 1975, ed è stato concesso per i servizi connessi alla difesa nazionale e alla sicurezza. Ha sostituito Decorazione della Stella della Sudafrica, istituita nel 1952. L'ordine è stato abolito il 2 dicembre 2002.

## Classi

### Divisione militare
Inizialmente, l'Ordine era puramente militare e veniva conferito a generali di rango e ufficiali delle Forze di difesa, in due classi:
- Gold (SSA): per servizio militare meritorio
- Argento (SSAS): per servizio eccezionalmente meritevole e di grande importanza militare

| Nastri  |     |
| Argento | Oro |

Nella maggior parte dei casi, i premi iniziali venivano fatti nella classe d'Argento, e i destinatari erano in seguito promossi alla classe d'Oro qualche anno più tardi.

### Divisione non militare
Una divisione civile è stata istituita il 17 ottobre 1978 ed è stata ribattezzata in divisione "non militare" nel 1988. Questa veniva conferita a civili e, dal 1988, ai poliziotti di alto livello, alle guardie penitenziarie e agli ufficiali dei servizi di Intelligence, nonché agli addetti militari stranieri, in cinque classi:
- Gran Croce (SSA), per un servizio eccellentemente meritorio
- Grande Ufficiale (SSAS), per servizio straordinariamente meritorio
- Commendatore (CSSA): per servizio eccezionalmente meritorio
- Ufficiale (OSSA): per servizio meritorio
- Membro (MSSA): (inizialmente chiamata "Cavaliere"), per servizio eccezionale

| Nastri |           |              |                 |            |
| Membro | Ufficiale | Commendatore | Grand'Ufficiale | Gran Croce |

## Insegne
- Il distintivo era una croce di malta in oro o argento. Una stella a otto punte era sovrapposta sul dritto, che è blu, mentre sul rovescio vi era lo stemma del Sudafrica del 1910. Il distintivo si portava al collo per le prime tre classi e sul petto le altre.
- Il nastro era diverso a seconda delle classi, ma il colore dominante era il blu.